# Platylabus pedatorius
Platylabus pedatorius är en stekelart som beskrevs av Fabricius 1793. Platylabus pedatorius ingår i släktet Platylabus, och familjen brokparasitsteklar. Arten är reproducerande i Sverige.